# Aimé Patrice Ngom Priso
Priso Ngom Priso Aimé Patrice nu Loa Mbasé, né le 19 septembre 1969 à Bonaléa, est un dirigeant camerounais.
Il est le quatrième roi des Abo-Nord.
Dans la tradition des subdivisions régionales par les puissances coloniales, il est aussi désigné Chef Supérieur de la communauté du Canton Abo-Nord,.

## Biographie
Né au siège de la Chefferie Supérieure Bankon-Nord le 19 septembre 1969 à Bonaléa, dans le département du Moungo, dans le Littoral camerounais, il est le premier garçon d'Emmanuel Richard Priso Ngom Priso et de Pauline Tene (1re épouse, décédée en 1980). Son père était lui-même Chef Supérieur d'Abo Nord et père d'une dizaine d'enfants, issus de ses trois épouses.
Enfant, il suit les cours du lycée Joss à Douala et au lycée du Manengouba à Nkongsamba dès 1981 et, après ses études, il devient fonctionnaire.
En 2018, à la mort de son père, il accède au Trône au cours d'une cérémonie rituelle venant clôturer les marches traditionnelles de la « recherche du chef disparu », entouré des gardes royaux de la Chefferie Supérieure.
Son père l'avait désigné comme celui qui devrait prendre sa succession et régner sur les quatre groupements (Bangseng-Mpobo, Bessoungkang, Mandouka et Mangamba), composés de 17 villages. Chacun de ces villages est dirigé par un chef, aussi appelé Nkanle.
Avec sa femme, Marie-Michele Essombe, il a eu deux fils, Maël et Yoann. Il a plusieurs frères et sœurs (Adelle, Jules, Angeline et Emmanuel), et quatre demi-frères et sœurs issus du dernier mariage de son père avec Julienne Happi (Alexandra, Manga, Cédric et William).
Après le passage des 50 ans de règne, il a été désigné roi au cours des obsèques officielles de son père qui ont eu lieu les 22 et 23 juin 2018 en présence du représentant personnel du Chef de l’État et de nombreuses personnalités traditionnelles, politiques et religieuses.

## Célébration du cinquantenaire
Du 17 au 20 décembre 2015, il a été l'un des principaux organisateurs de la célébration du cinquantenaire du règne de son Chef Supérieur à Bonaléa, au cours de festivités multiples : Cérémonies rituelles et traditionnelles en présence de nombreuses têtes couronnées du Cameroun et d'Afrique, spectacles de danses Ngoso, Bolobo, Sekele, Essewe, Ambass-bey, Disue, Mbom Sele, Mbaya, Diengu) et concerts de musique (Toto Guillaume, François Nkotti, Henry Njoh, François Mise Ngho, Grace kama, Joly Priso, Alain Mboule, Marco Mbella, Big Benji Mateke, Samy Diko, Claudia Dikosso, Nar6 Pryze), concours de jeunes talents artistiques, poésies et contes, soirée cinématographique, atelier Agro-pastoral, expositions, défilé carnavalesque, concours de la Miss BaNkon et activités sportives comme la lutte traditionnelle, le football, la natation, le mini Marathon.

## Engagements
Dans les pas de son père, il consacre une large part de son action politique à préserver :
- le patrimoine culturel immatériel et la culture Bankon ;
  - il organise ou prend part à l'organisation des festivals et des célébrations culturelles d'importance régionales ou nationales[10],[11] ;
- le patrimoine historique : cases coloniales, écoles, centre de santé ;
- le lien étroit qui unit les Bankons aux Barombis.

Avec les élus locaux, il participe activement :
- aux recherches de partenariats visant à redynamiser économiquement le canton ;
- à la préservation des terres cultivables ou exploitables et à la lutte contre les expropriations foncières ;
- à la lutte contre la déforestation sauvage ou le braconnage ;
- au remaillage structurel des villages, en favorisant la remise en état de pistes et de voies de circulation pour favoriser les échanges entre territoires.

## Autres fonctions
- Officier de l’État Civil